# Scheergrund (Naturschutzgebiet)
Der Scheergrund ist ein Naturschutzgebiet (NSG) im Landkreis Mittelsachsen in Sachsen. Das 57,83 ha große Gebiet mit der NSG-Nr. C 91 grenzt direkt an die Ortslage Scheergrund, einen Ortsteil der Stadt Leisnig.
Das Naturschutzgebiet wurde durch Anordnung des Ministeriums für Landwirtschaft, Erfassung und Forstwirtschaft (MfLEF) vom 30. März 1961 (GBl.II DDR S. 166) und durch Beschluss (Nr. 68/VIII/84) des Bezirkstages Leipzig vom 20. September 1984 festgesetzt. Zuletzt wurde der Beschluss geändert durch eine Verordnung des Regierungspräsidiums Leipzig vom 2. November 2001.
Der westliche Teil des Naturschutzgebietes umfasst die bewaldeten Bereiche des kleinen Seitentales der Freiberger Mulde, in dem die Verbindungsstraße zur Ortslage Tautendorf (Vorwerk), einem Ortsteil von Leisnig, verläuft.
Bei der geologischen Kartierung wurde das Vorkommen holozänen Kalktuffs festgestellt. Dieser verdankt seine Entstehung der Abscheidung von Kalk aus Quellen, die aus dem kalkhaltigen weichselkaltzeitlichen Löß austreten und die auch den namenlosen Bach speisen.
Die umfangreiche Untersuchung in der zweiten Hälfte der 1960er Jahre ergab eine wechselvolle Abfolge von Sedimentation und Erosion vom Beginn des Weichsel-Spätglazials bis zur Gegenwart. Das Vorkommen Klosterbuch ist ein Standardprofil sowohl für die klimatische Entwicklung des Holozäns als auch der Entwicklung der Molluskenfauna sowie der Ostrakodenfauna Mitteldeutschlands.
Im Oberlauf des Baches sind Reste von Dämmen erhalten. Sie wurden in jüngerer Zeit durch eine starke rückschreitende Erosion zerschnitten und das hat aktuell sogar zur Bildung eines kleinen Wasserfalls geführt. Aus dem Dammmaterial wurde ein sogenanntes Wellenrandhufeisen geborgen, diese Hufeisen waren nur bis zum Ende des 14. Jahrhunderts gebräuchlich. Die Dammbauten waren vermutlich notwendig für die Aufrechterhaltung der Verkehrsverbindung zwischen dem ehemaligen Kloster Buch und dem seit dem Jahre 1228 zum Kloster gehörenden Vorwerk Tautendorf und wahrscheinlich ist auch eine bis in die neueste Zeit reichende Nutzung für Fischteiche. Im Mittellauf weisen Brandspuren und die Funde von Keramik der sogenannten „Schmierenbrennerware“ auf Holzkohlemeiler im ausgehenden Hochmittelalter hin.